# Qubai járás
A Qubai járás (azeri nyelven: Quba rayonu) Azerbajdzsán egyik járása. Székhelye Quba.

## Népesség
- 1939-ben 59 384 lakosa volt, melyből 29 844 azeri, 13 697 udin, 5542 zsidó, 4693 orosz, 4328 lezg, 439 ukrán, 204 örmény, 64 német, 28 talis, 18 grúz, 2 avar, 1 kurd, 1 caur.
- 1959-ben 66 253 lakosa volt, melyből 50 946 azeri, 4697 lezg (7,1%), 3798 orosz, 188 zsidó, 162 örmény, 32 tat, 20 grúz, 2 örmény.
- 1970-ben 99 183 lakosa volt, melyből 83 063 azeri, 6326 zsidó (6,4%), 6288 lezg (6,3%), 2625 orosz és ukrán, 144 tatár, 114 örmény, 18 grúz, 7 avar, 6 kurd, 6 tat, 1 caur, 1 udin.
- 1979-ben 108 008 lakosa volt, melyből 93 868 azeri, 7368 lezg (6,8%), 4533 zsidó, 1405 orosz és ukrán, 266 örmény, 110 tatár, 42 grúz, 9 avar, 2 kurd.
- 1999-ben 136 845 lakosa volt, melyből 120 502 azeri (88,1%), 9312 lezg (6,8%), 2819 zsidó (2,1%), 2615 török (1,9%), 1088 tat (0,8%), 353 orosz és ukrán, 85 tatár, 14 grúz, 7 örmény.
- 2009-ben 152 452 lakosa volt, melyből 120 774 azeri, 13 880 tat, 8952 lezg, 2705 zsidó, 2177 hinalug, 2159 török, 778 kric, 135 orosz, 63 tatár, 13 ukrán, 10 talis, 5 grúz.